# 湯木博惠
湯木博惠（日语：／ Yuki Hiroe，1948年11月15日—2011年9月7日），日本退役女子羽球運動員。從1960年代末期到1970年代末期，她贏得了許多重要的國際比賽冠軍。
湯木博惠是日本最著名的一群優秀球員之一，他們幫助國家隊贏得了1966年至1981年之間舉辦的六屆優霸盃（女子團體賽）比賽中的五屆。除了栂野尾悦子之外，她還是日本有史以來最成功的全英羽球錦標賽冠軍，在那裡贏得了四個單打冠軍（1969年、1974年、1975年、1977年），以及與隊友高木紀子合作的雙打冠軍（1971年）。在職業生涯的後半段，她在1977年的第一屆IBF世界錦標賽上獲得了女子單打銅牌。湯木博惠在她的職業生涯早期克服了腳跟腱斷裂，仍然能達成她令人印象深刻的紀錄。
1986年，她與日本演歌歌手新沼謙治結婚，後來他們共同生了兩個孩子，一個兒子和一個女兒。2002年，湯木博惠入選世界羽球名人堂。